# DOS Navigator
DOS Navigator – menedżer plików, klon programu Norton Commander napisany w Pascalu przez RIT Research Labs dla systemu MS-DOS. W 1999 roku została udostępniona wersja 1.51, która była całkowicie darmowa i zawierała jego kod źródłowy udostępniony na liberalnej licencji zbliżonej do licencji X11 (MIT). Na podstawie tego kodu rozwijanych było następnie kilka niezależnych projektów.